# Otylky
Otylky (Brevicipitidae) je malá čeleď žab žijících ve východní a jižní Africe. Jsou to žáby většinou jen několik centimetrů dlouhé, s kulovitým tělem, zploštělou obličejovou částí a s adaptací k déletrvajícímu pobytu v suchém klimatu. Žijí v různých biotopech, v suchých savanách, lesích i v rozdílných nadmořských výškách. Všechny druhy jsou výhradně terestrické (suchozemské) a dobře adaptované k hrabavému způsobu života. Jejich původ je ve fosiliích vystopován do středních třetihor, do epochy eocénu.
Čeleď zahrnuje pět rodů otylek: Breviceps (Merrem, 1820), Probreviceps (Parker, 1931), Balebreviceps (Largen & Drewes, 1989), Callulina (Nieden, 1910) a monotypický rod Spelaeophryne (Ahl, 1924) zahrnující otylku jeskynní (Spelaeophryne methneri).
V poslední době došlo, na základě fylogenetických studií, k důležitým změnám v taxonomii této skupiny žab. Po mnoho let byla uznávána jejich příslušnost k podčeledi Brevicipitinae, která byla součásti čeledi parosničkovití (Microhylidae). Z té doby také pochází taxonomie ve výše uvedené publikaci. Teprve v posledních letech se odborníci kloní k názoru, že tato skupina žab náleží do samostatné čeledi Brevicipitidae a je sesterskou skupinou parosničkovitých.
Tyto drobné nenápadné žáby jsou řazeny do vývojově moderní skupiny obojživelníků, do podřádu Neobatrachia, neboť se vyznačují řadou zajímavých adaptací a zvláštní specializací na prostředí, ve kterém není trvalý dostatek vody. Jedním z nejpodstatnějších přizpůsobení je rozmnožování přímé, s vynecháním vývojového stadia pulce.

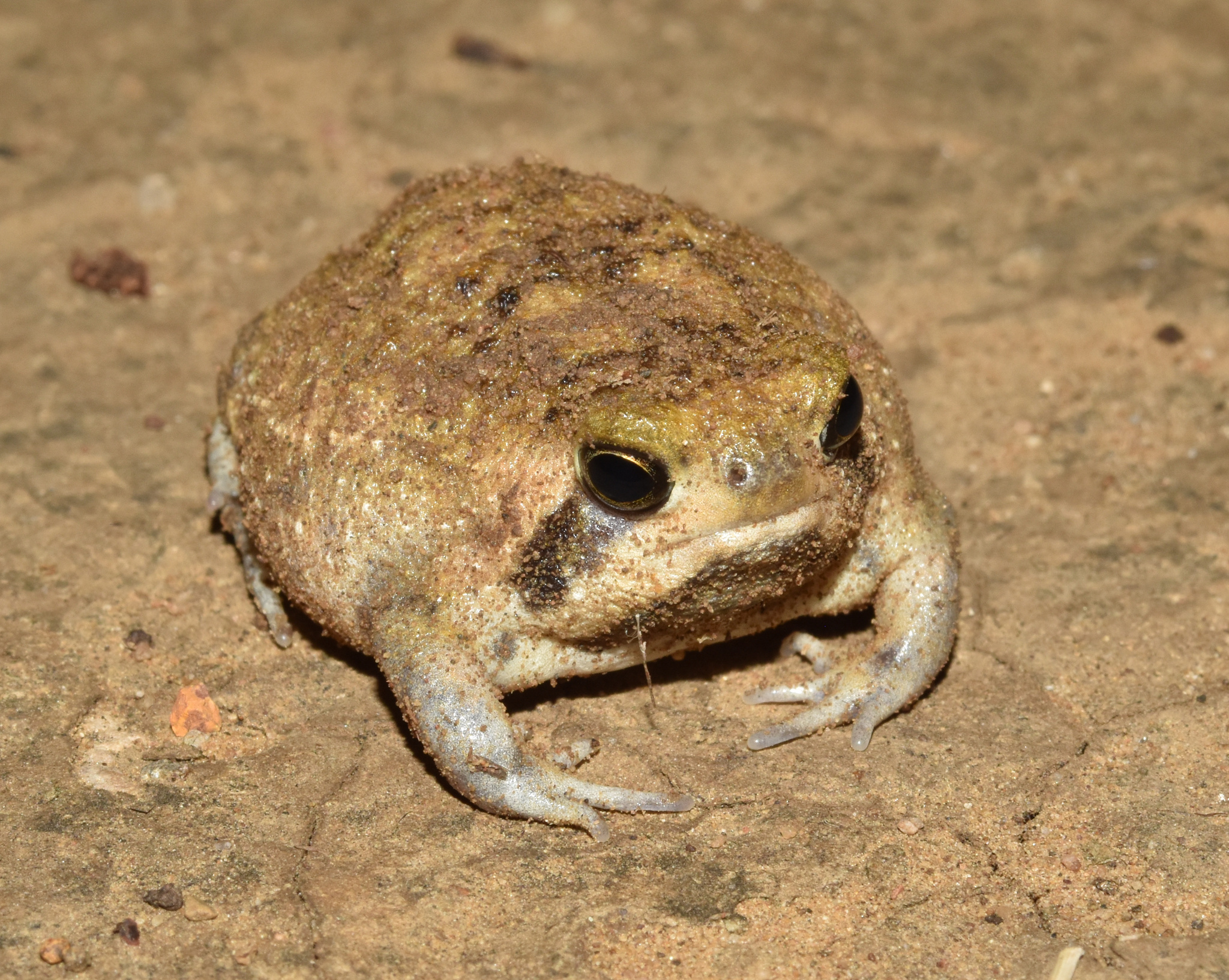
otylka krátkohlavá (Breviceps adspersus)
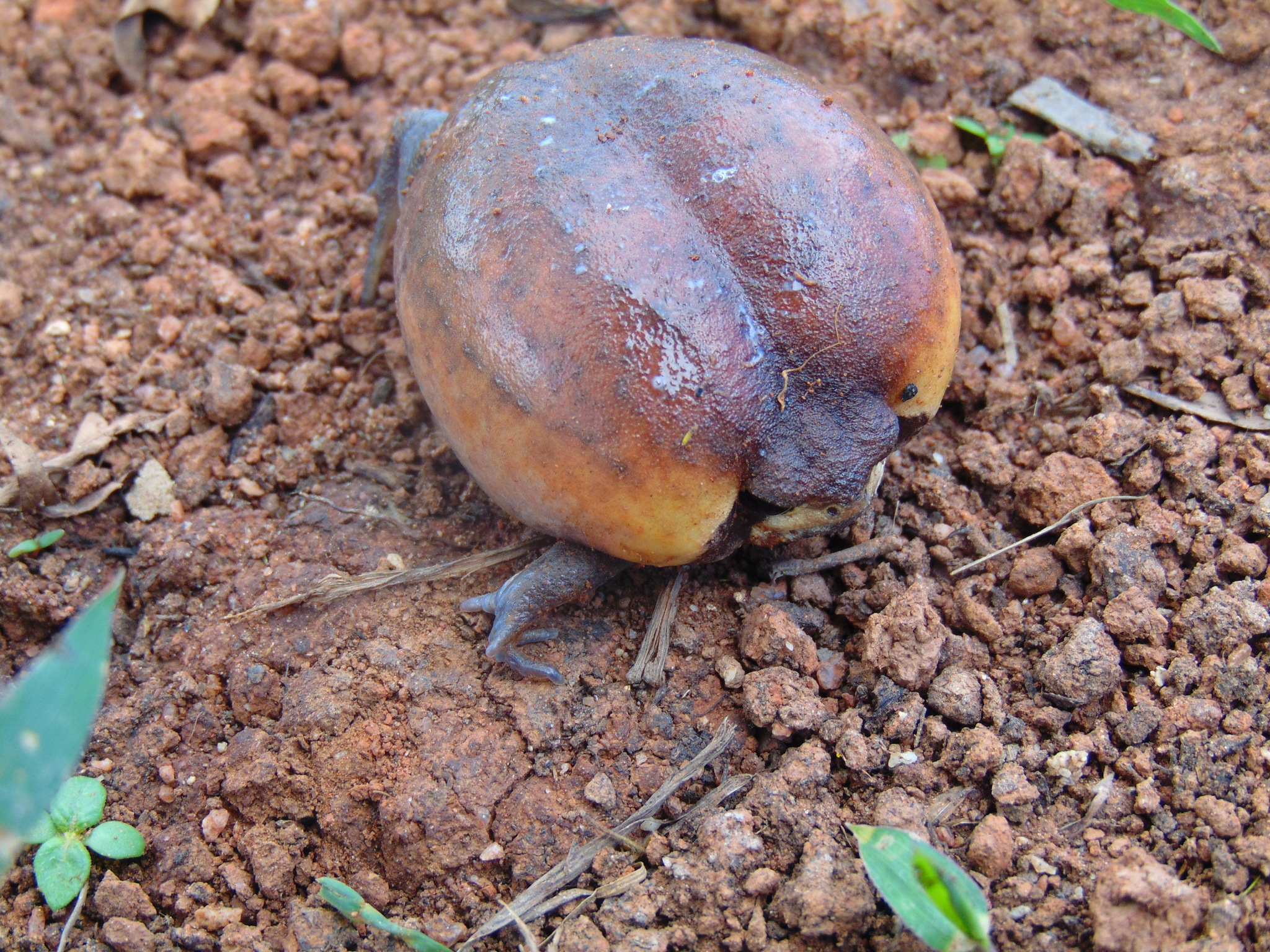
Breviceps fichus, Tanzanie
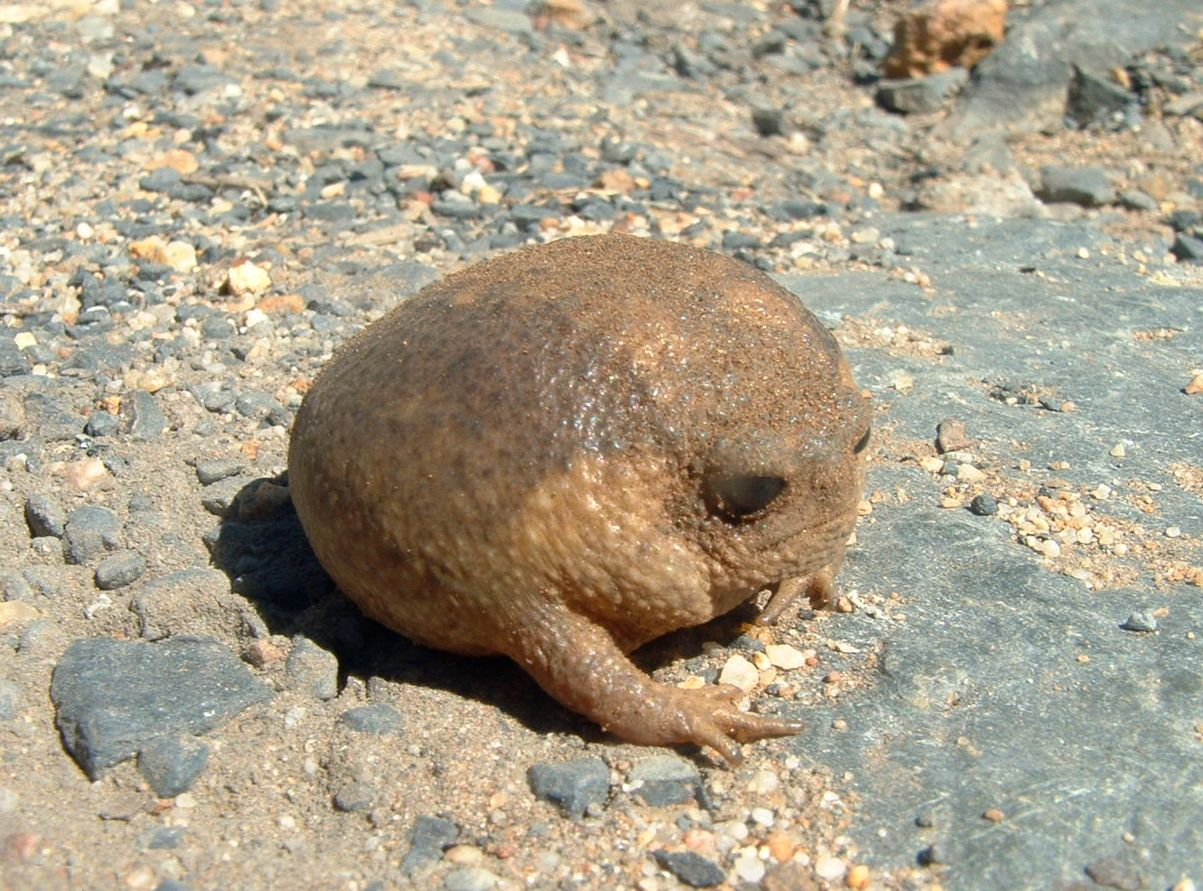
otylka kapská (Breviceps gibbosus), JAR
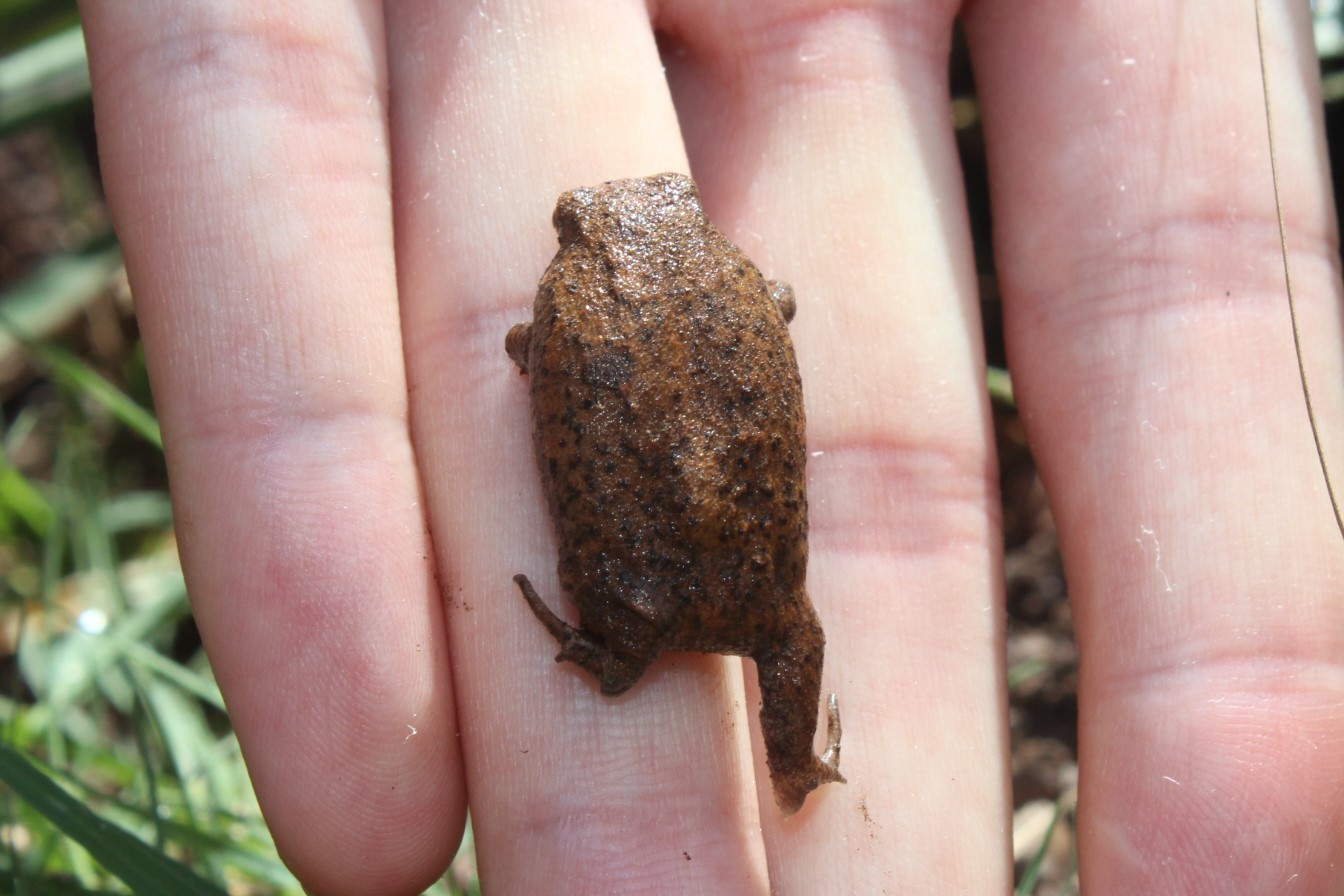
juvenilní otylka mosambická (Breviceps mossambicus)
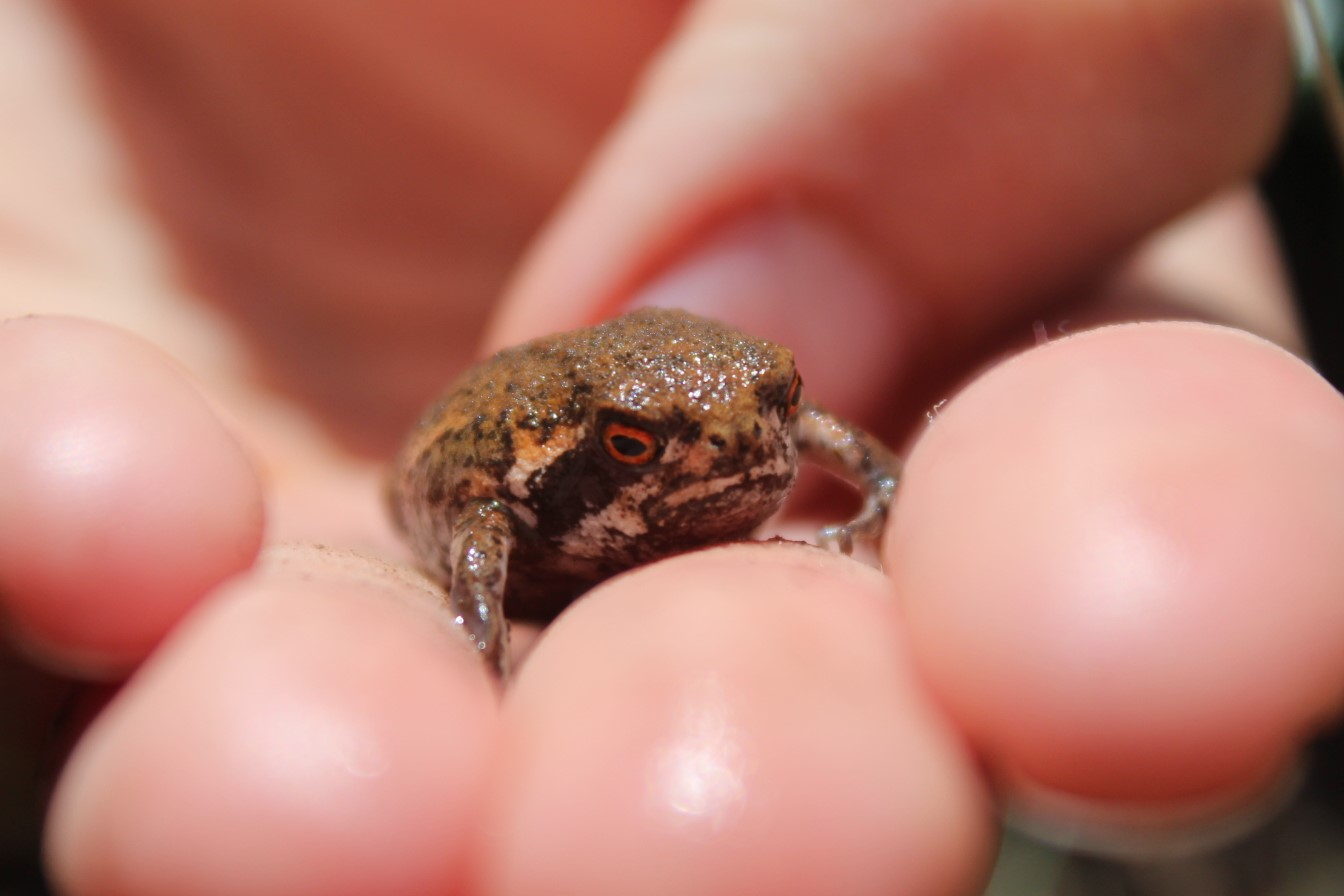
juvenilní otylka mosambická (Breviceps mossambicus)
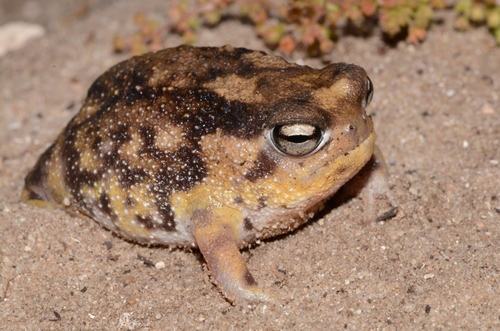
otylka namibijská (Breviceps namaquensis)
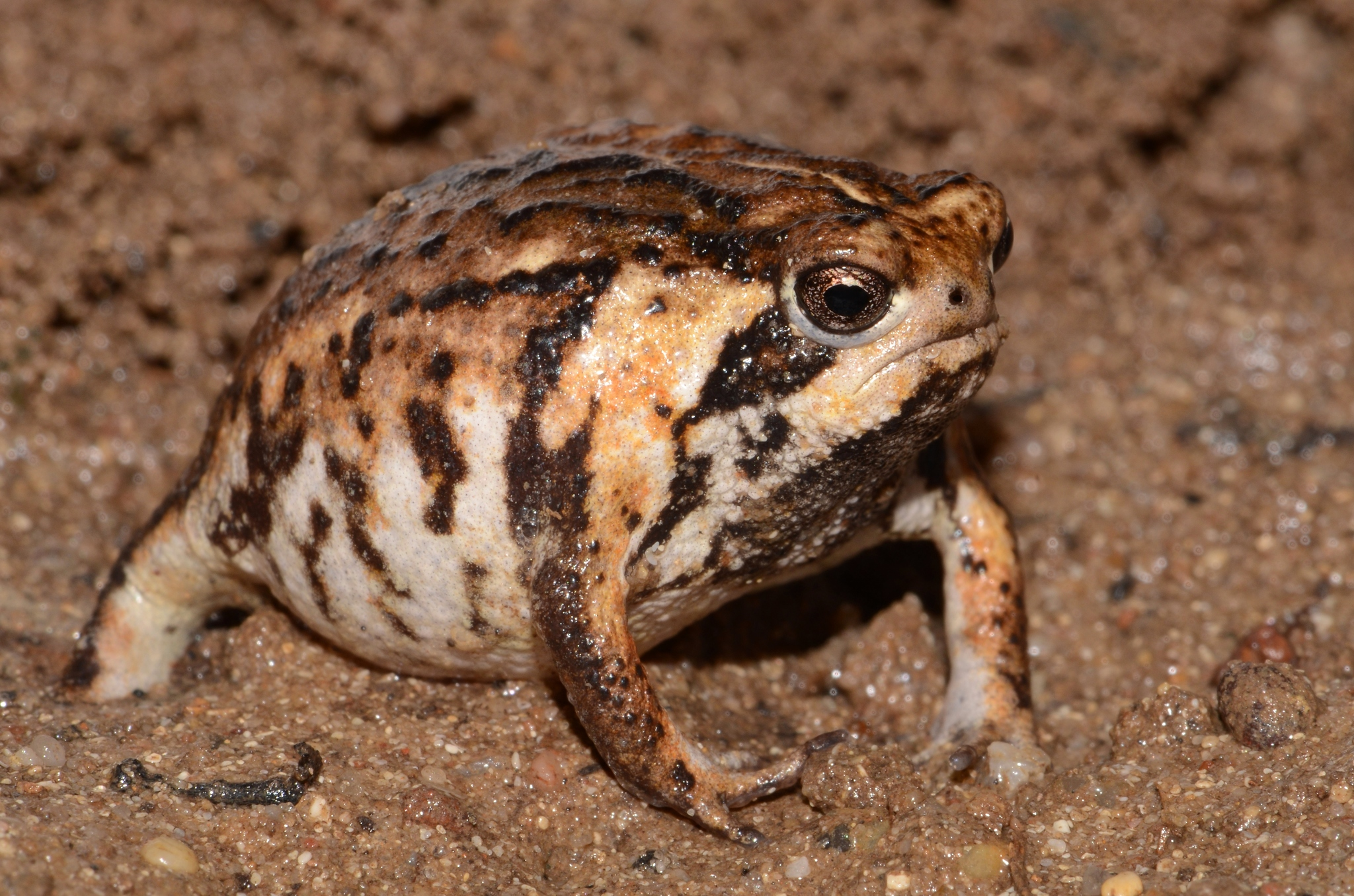
otylka písečná (Breviceps rosei rosei), JAR
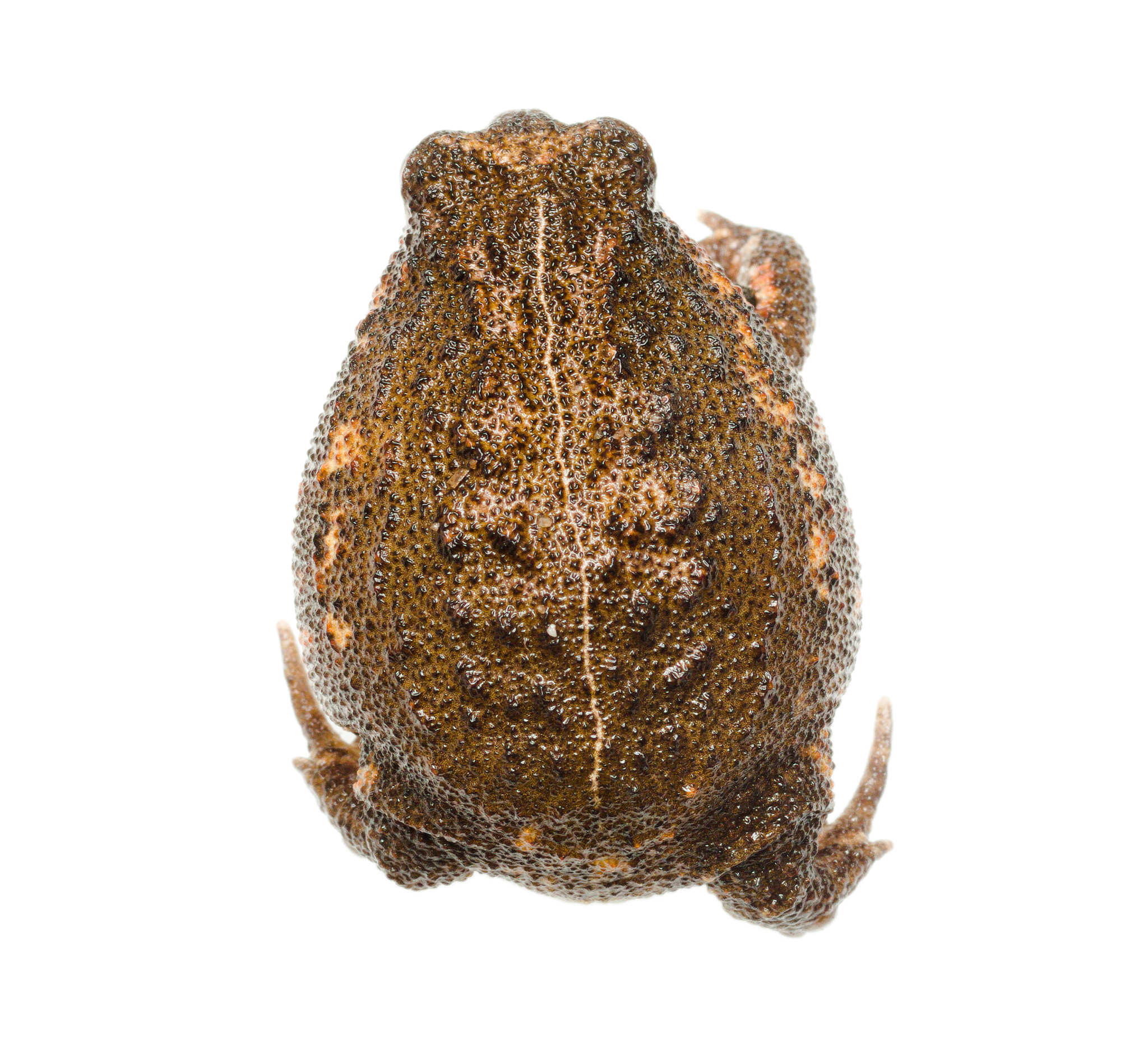
otylka písečná (Breviceps rosei vansoni), JAR
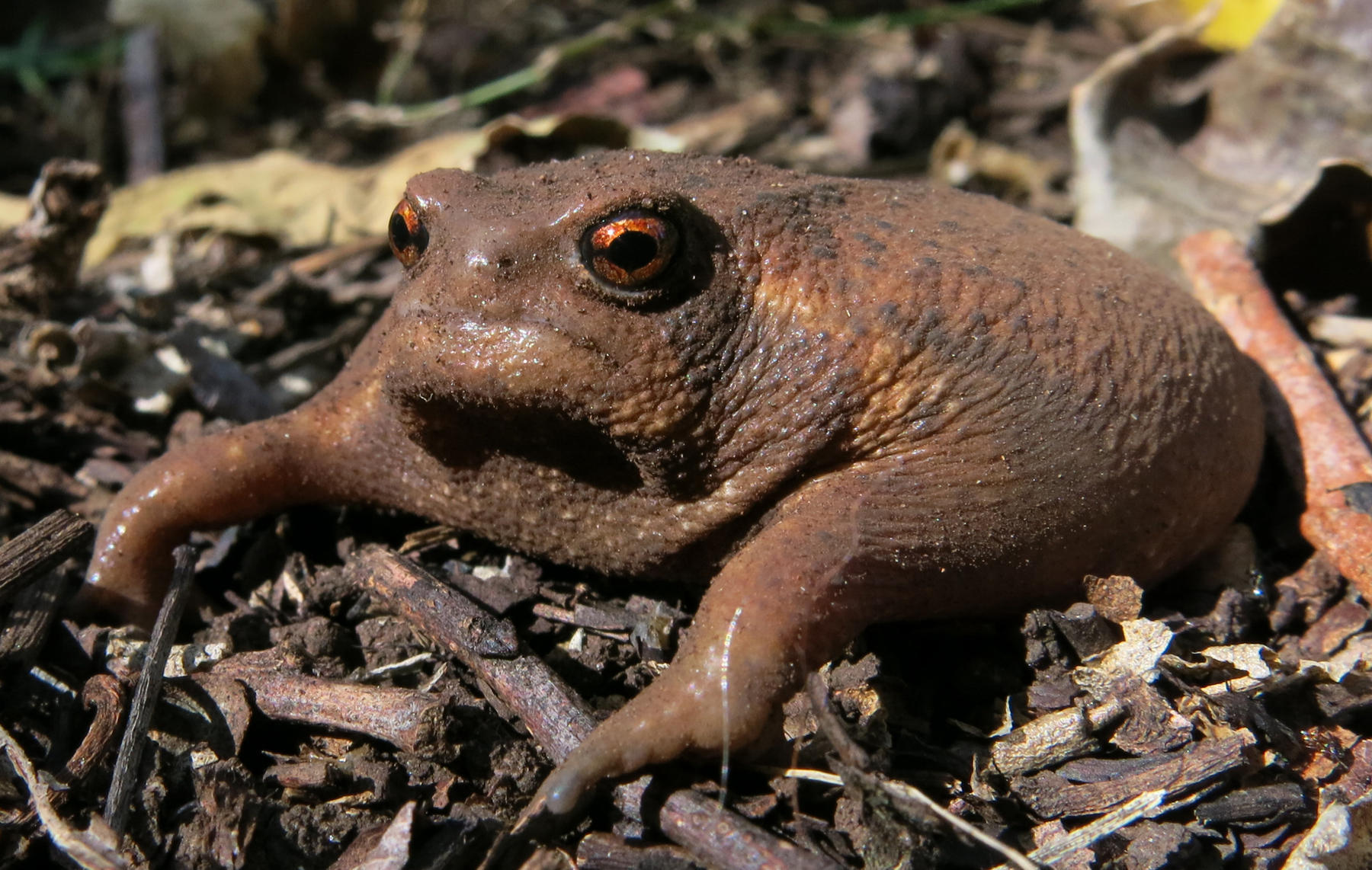
téměř ohrožená otylka lesní (Breviceps sylvestris taeniatus)
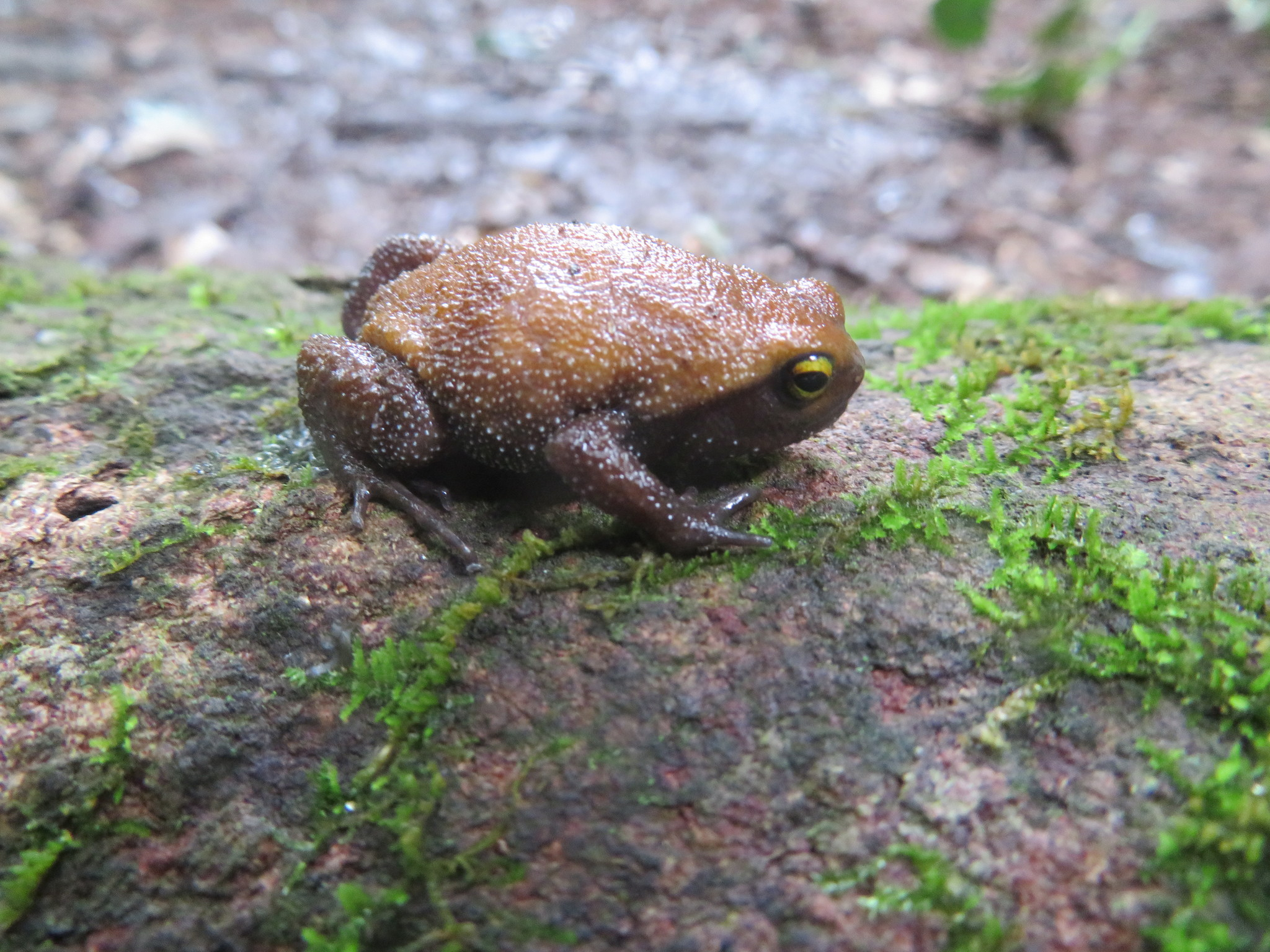
ohrožená otylka Probreviceps loveridgei, Tanzanie
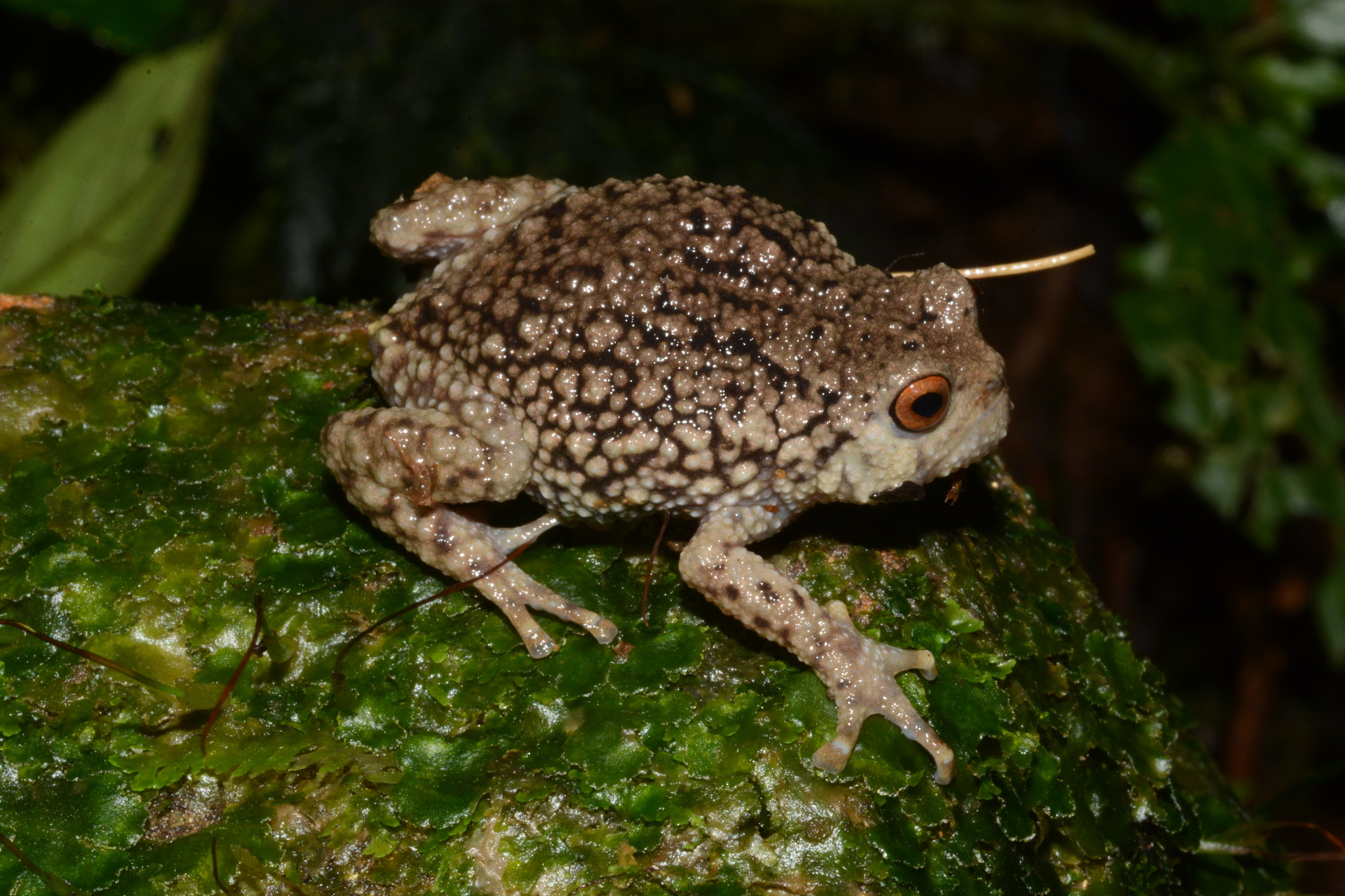
kriticky ohrožená otylka Callulina hanseni, Tanzanie
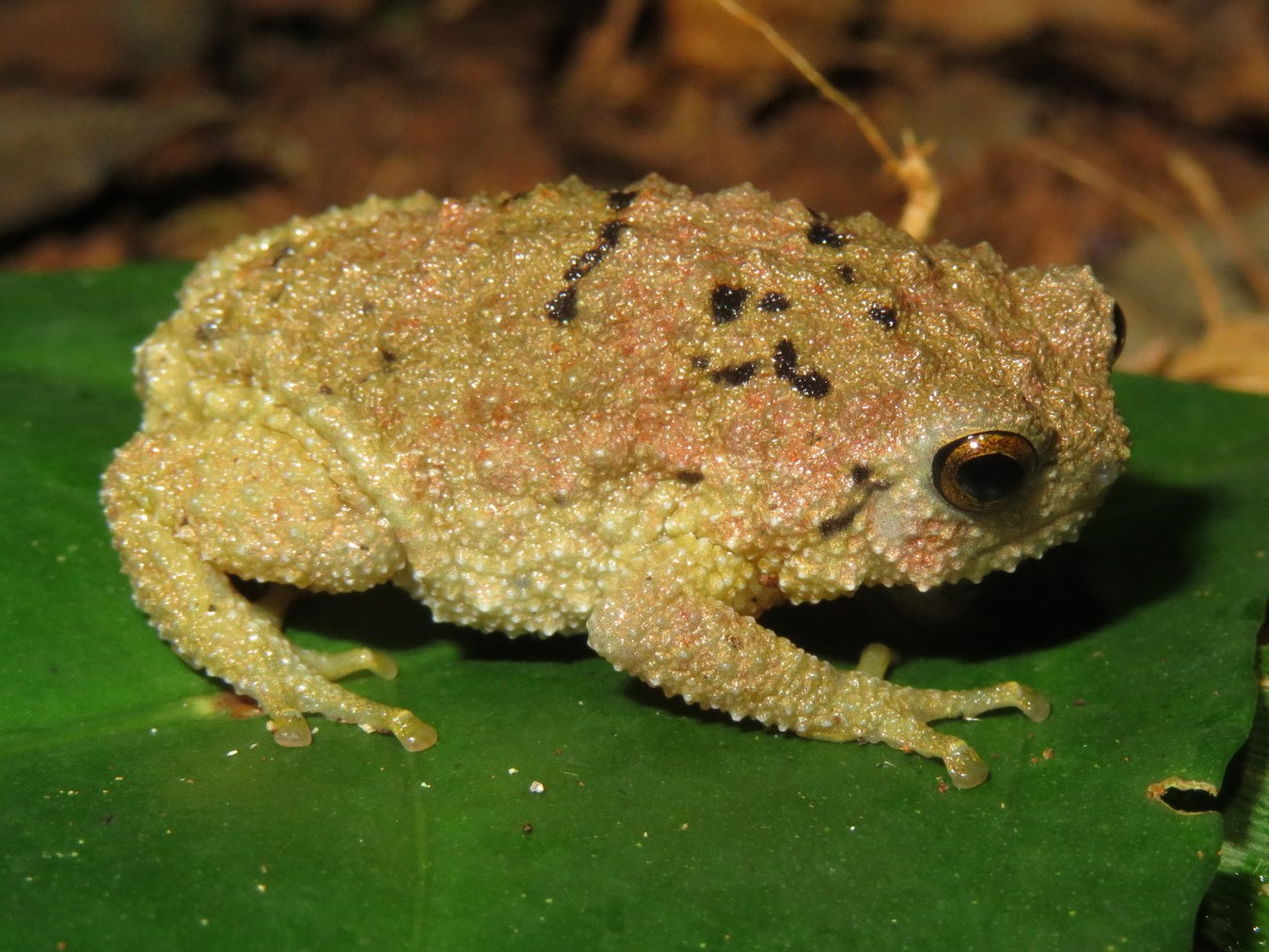
otylka Krefftova (Callulina kreffti)
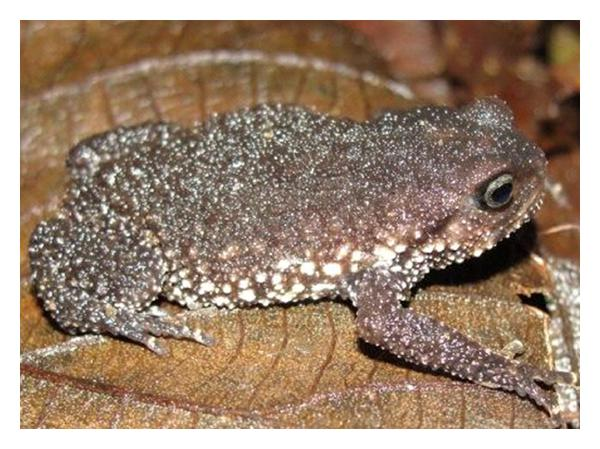
kriticky ohrožená otylka Callulina dawida

## Výskyt
Žijí skrytým způsobem, převážnou dobu života tráví ve vyhrabaných norách v půdě, případně v listnaté podestýlce či ukrytí v hromadách kamenů. Jejich areál se rozkládá na východě a jihu subsaharské Afriky, na území zhruba od Etiopie po Namibii a dále na jihu afrického kontinentu, kde žijí převážně v Jihoafrické republice. Pro nenápadný způsob života v málo obydlených oblastech pravděpodobně nejsou podrobně známa všechna zákoutí jejich rozšíření. Vyskytují se hlavně v polopouštním až pouštním prostředí.

## Popis
Otylky jsou výhradně pozemní živočichové a dokonale adaptované k hrabavému způsobu života. Jsou robustní, s kulovitým tělem, zploštělou obličejovou částí a horizontální zorničkou. Mají velké plíce a párové hrudní vaky. Samci bývají podstatně menší než samice a jejich hrdélko bývá většinou pigmentované, i když existují výjimky. Otylky hrabou výhradně pomocí zadních končetin. Mezi další znaky patří krátká hlava, chybějící střední ucho a jen slabě zkostnatělé nosní přepážky. Mají osm presakrálních obratlů. Dobře registrují vibrace půdy obdobně jako blatnice skvrnitá.
Otylky rodu Breviceps mají relativně krátké končetiny, a proto raději lezou, než skáčou. Zadní končetiny otylek jsou zpravidla opatřeny dobře vyvinutými patními hrboly, resp. mozoly (tuberkulum). Lopatovité nohy bez tuberkulu má pouštní druh otylka velkooká (Breviceps macrops). Nohy má lopatovité a mezi prsty opatřené kožovitým lemem připomínajícím blánu. Pomocí takto utvářených končetin se snadno pohybuje v písku. Má extrémně tenkou až průsvitnou kůži. Otylka namibijská (Breviceps namaquensis) má dobře vyvinuté tuberkuly na předních končetinách, na zadních jsou zdvojené. Zadní končetiny má lopatovité, s vnitřním prstem delším než širším. Končetiny otylky písečné (Breviceps rosei) nejsou nijak modifikované. Vnitřní a vnější prst zadní nohy má širší než delší. Všechny pouštní druhy mají velké oči, světlou a tenkou hladkou pokožku a lopatovité končetiny přizpůsobené k hrabání v písku. Zbarvení hřbetní strany pouštních druhů je víceméně kryptické (maskovací). U pouštních druhů došlo k úplné a vývojově progresivní redukci sluchového aparátu.

## Ekologie
Zřídka vylézají na povrch kromě období silných dešťů. Jsou schopné žít zahrabané v zemi po dobu až několika měsíců. Při vyrušení nafouknou tělo pomocí obrovských plic a párových hrudních vaků. Takové obranné chování téměř znemožňuje predátorům dostat žáby z podzemní chodby.
Všichni zástupci čeledi Brevicipitidae jsou potravní specialisté – myrmekofágové. Příležitostně požírají larvy různého hmyzu či drobnější brouky. V noci lze v blízkosti pouličního osvětlení vidět jednotlivce nebo skupiny žab lovící rojící se termity. Kořist polykají celou.

### Rozmnožování
Doba rozmnožování přichází s obdobím dešťů. Samečci se ozývají z vyhrabaných děr v zemi, což vydávaný zvuk zesiluje, někdy zpod vegetace a někteří kvůli zesílení zvuku šplhají na vyvýšený terén. Samečkové volají hlavně za soumraku a v noci. Při trvalém dešti se ozývají i přes den.
Samec je proti samici výrazně menší a nemůže ji při páření v běžném amplexu krátkýma nohama obejmout. Typ amplexu je pozoruhodný:
samec vypustí z hrudních kožních žláz lepivý sekret, kterým na dobu páření pevně přilne ke hřbetu samice. Podle druhu snese samička třináct až padesát vajíček o průměru 4 až 8 mm, která samec mimotělně oplodní. Samice je odnese do připraveného zemního hnízda. Z vajíček se líhnou žabky – etapa larvy (pulec) je přeskočena.

## Taxonomie
Čeleď je tvořena pěti rody, jež všechny mají české jméno otylka.
- rod (Balebreviceps) (otylka)
- rod (Breviceps) (otylka)
- rod (Callulina) (otylka)
- rod (Probreviceps) (otylka)
- rod (Spelaeophryne) (otylka)[9][10]